# Corfe River
Corfe River är ett vattendrag i Storbritannien.   Det ligger i kommunen Dorset och riksdelen England, i den södra delen av landet, 170 km sydväst om huvudstaden London.